# Ryan Meikle
Ryan Meikle (Ipswich, 1996. augusztus 13. –) angol dartsjátékos. 2015-től a Professional Darts Corporation tagja. Beceneve "The Barber".

## Pályafutása

### PDC
Meikle 2015-től lett a PDC tagja, ahol 2016 januárjában sikerült megszereznie a Tour Card-ot, a Q-School második játéknapján, aminek köszönhetően több versenyen is részt vehetett. Első European Tour versenye a 2016-os International Darts Open volt, ahol 6–0-ra legyőzte az osztrák Michael Rasztovits-ot az első körben. A következő meccsen a világelső Michael van Gerwen ellen játszott volna, de van Gerwen sérülés miatt visszalépett a találkozótól, így Meikle automatikusan továbbjutott. A harmadik körben Yordi Meeuwisse ellen játszott, akitől végül 6–2-re kapott ki.
2017-ben és 2018-ban is sikerült egy-egy versenyt nyernie a Development Tour sorozatban. 2019-ben még további két Development Tour-győzelemnek, majd az év végén a Pro Tour ranglistán elfoglalt jó helyezésének köszönhetően részt vehetett első világbajnokságán. A 2020-as PDC-dartsvilágbajnokság első fordulójában a japán Jamada Jukival mérkőzött meg a továbbjutásért, ám végül 3–1-re alulmaradt japán ellenfelével szemben.

## Világbajnoki szereplései

### PDC
- 2020: Első kör (vereség  Jamada Juki ellen 1–3)
- 2021: Első kör (vereség  Keegan Brown ellen 0–3)
- 2022: Második kör (vereség  Peter Wright ellen 0–3)
- 2023: Második kör (vereség  Raymond van Barneveld ellen 1–3)
- 2024: Második kör (vereség  Luke Littler ellen 1–3)

## Tornagyőzelmei

### PDC
PDC Development Tour
- Development Tour: 2017, 2018, 2019 (x2), 2020 (x2)